# Erhard Kaps
Erhard Kaps (* 21. November 1915 in Leipzig; † 1. Oktober 2007 ebenda) war ein deutscher Unternehmer und Autor, der u. a. durch seine autobiographischen Werke bekannt wurde.

## Biographie
Von 1933 bis 1936 studierte Kaps Volkswirtschaft. Ab 1941 leistete er Kriegsdienst und gründete 1945 die Kaps Assekuranz nach der Entlassung aus US-amerikanischer Gefangenschaft im Kriegsgefangenenlager Bad Kreuznach. Wenig später wurde sein Unternehmen aufgrund einer ersten Welle der Verstaatlichung privater kleiner und mittelständischer Unternehmen enteignet. 

Familiengrabstätte Kaps auf dem Südfriedhof Leipzig; Figurengruppe von Max Alfred Brumme

1949 gründete Kaps mit einem anderen Unternehmer die Helene Simon Kunststoffverarbeitung und -erzeugung in Leipzig, die 1950 in die Sika Erzeugnisse Scharfe & Kaps KG umfirmierte, dessen Leitung Kaps später allein übernahm. Sika spezialisierte sich mit der Innovation eines Verfahrens zur Herstellung laminierter Kunststofffolien, so genannter Kaschierfolien, Mitte der 1950er-Jahre zunächst auf die Produktion technischer Folien. Ab 1967 wurde Sika zum alleinigen Hersteller von Lebensmittelverpackungen aus diesen Materialien in der DDR. 1972 wurde das Unternehmen im Zuge der Zwangsverstaatlichung der meisten noch privatrechtlichen mittelständischen Betriebe enteignet. Erst nach der politischen Wende konnte das Unternehmen von der Treuhand zurückerworben werden. Bis zu seinem Tode blieb Kaps Seniorchef im Vorstand der Sika Werke GmbH in Leipzig-Eutritzsch.
1962 wurde Kaps aufgrund seiner Kritik an der Berliner Mauer inhaftiert und verbrachte fünf Jahre im Zuchthaus Waldheim. Daraufhin begann er mit Privatstudien in Soziologie und Theologie. Schon lange schrieb er, unter anderem, um die Zeit im Gefängnis besser zu verarbeiten. Sein Verlag gibt den Beginn seiner schriftstellerischen Tätigkeit jedoch erst mit dem Jahr 1978 an. Seine Thema waren seine eigenen Lebenserfahrungen im Spiegel deutscher Geschichte. 1994 wurde er politisch rehabilitiert.

## Werke
- Vom Kaiserreich zur Bundesrepublik. Alltagserlebnisse aus Leipzig. Alltagserlebnisse aus Leipzig. Alltagserlebnisse aus Leipzig. Tauchaer Verlag, Taucha 1997, ISBN 3-910074-74-X (183 S.).
- Es war einmal… Eine Jugend in Leipzig. Tauchaer Verlag, Taucha 1998, ISBN 3-910074-85-5 (184 S.).
- Gefangen, inhaftiert, befreit. Erlebnisse eines Leipzigers. Mit 36 Radierungen von Gerhard Fraundorf. Tauchaer Verlag, Taucha 1999, ISBN 3-89772-005-1 (192 S.).
- Zuchthaus Gedichte. Tauchaer Verlag, Taucha 2001, ISBN 3-89772-018-3 (48 S.).
- Alexandra. Eine wunderbare Liebe aus Leipzig. Tauchaer Verlag, Taucha 2005, ISBN 3-89772-100-7 (192 S.); andere Ausgabe: Mit 5 Radierungen von Gerhard Fraundorf. Ebenda, 2005, ISBN 3-89772-108-2 (223 S.).